# Olga, encargada
Olga, encargada es el capítulo vigésimo séptimo de la segunda temporada de la serie de televisión argentina Mujeres asesinas. Este episodio se estrenó el día 10 de octubre de 2006.
Este episodio fue protagonizado por Andrea Pietra, en el papel de asesina. Coprotagonizado por Pepe Monje y Marcela Ferradas. También, contó con la actuación especial de Gabriel Goity.

## Desarrollo

### Trama
Olga (Andrea Pietra) es una mujer que para poder mantener a sus dos hijos, Julia (Ananda Bredice) y Juan (Matías Baroffio), ejerce la prostitución. En el medio conoce a Camilo (Gabriel Goity), un encargado de un bar; él quiere formar una familia con ella y ofrecerle trabajo en su cantina, pero a ella no le convence demasiado este nuevo pretendiente. Pasa el tiempo, y Camilo se pone cada vez más celoso de que ella trabaje de prostituta, por eso la termina amenazando de que si no deja esa vida, la va a denunciar por ejercer ese trabajo teniendo dos menores a cargo. Finalmente se van a vivir juntos y Olga comienza a trabajar para él. Es en ese momento cuando ella se encuentra con que Camilo es un maltratador, la manipula, no le da nunca dinero, y además tiene reacciones violentas hacia sus hijos, pero lo peor es que Olga queda embarazada de Camilo y éste la obliga a tener a su hijo. Ella al ver esto reacciona, pero al hacerlo comienza a recibir terribles golpizas de parte de él. Cuando Olga ve que Camilo se sigue metiendo en la vida de sus hijos a su antojo, llegando a poner a trabajar a su hija, Olga, cansada de esta situación, decide poner fin a la situación: primero lo mata a golpes y luego lo descuartiza, tres días después aborta al hijo que esperaba con Camilo. 

### Condena
Olga fue detenida dos días después del crimen, mientras salía de un consultorio clandestino donde acababan de practicarle un aborto. A pocos metros de la pensión encontraron el cadáver descuartizado de Camilo, en cuatro bolsas de basura. Fue condenada a 13 años de prisión por homicidio simple. Sus dos hijos fueron derivados a un instituto de menores. Saldrá en el año 2010.

## Elenco
- Andrea Pietra
- Gabriel Goity
- Marcela Ferradas
- Pepe Monje
- Ananda Bredice
- Matías Baroffio

## Adaptaciones
- Mujeres asesinas (Colombia): Olga, la portera - Natasha Klauss